# Fuseau de Margot
Le menhir de la Touche-Bude ou Fuseau de Margot est situé à sur la commune de Plédran dans les Côtes-d'Armor, en France.

## Protection
Le menhir fait l’objet d’un classement au titre des monuments historiques depuis le 29 juin 1965.

## Description
Le menhir est en granite. De forme fusiforme, il mesure 3,20 m de hauteur pour 1,90 m de largeur et 1,35 m d'épaisseur.